# مدرسه راهنمایی: بدترین سال‌های زندگی‌ام (فیلم)
مدرسه راهنمایی: بدترین سال‌های زندگی‌ام (انگلیسی: Middle School: The Worst Years of My Life) فیلمی لایو اکشن/انیمیشن در ژانر کمدی خانوادگی به کارگردانی استیو کار است که در سال ۲۰۱۶ منتشر شد. از بازیگران آن می‌توان به لورن گراهام، راب ریگل و آدام پالی اشاره کرد.
این فیلم از نظر فروش خوب عمل کرد و توانست قریب به ۵ میلیون دلار سودآوری داشته باشد.
این فیلم داستان یک نوجوان خلاق نقاش کارتون با نام ریف کچودورین را به‌تصویر می‌کشد که در مدرسهٔ راهنمایی جدید خود با مدیر سخت‌گیری مواجه شده و همچنین با گردن‌کلفت‌های مدرسه درمی‌افتد. او علاقه به نقاشی دارد و با خلاقیت صحنات مختلفی را در دفتری برای خودش به‌صورت کارتونی می‌کشد.